# Украина в огне (киноповесть)
«Украина в огне» — киноповесть Александра Довженко, посвящённая событиям Великой Отечественной войны и описывающая судьбы простых людей, живущих в сёлах и деревнях. Рукопись и основанный на ней сценарий были подготовлены в 1943 году. Считается, что издание и экранизация были запрещены личным распоряжением Иосифа Сталина. Однако гонения на режиссёра начались ещё раньше, в связи с его повестью «Победа», подготовленной для публикации в журнале «Знамя» в том же 1943 году. Основными причинами запрета повестей стали отсутствие упоминания ведущей роли партии, критика работы партии по разгрому классовых врагов советского народа, обеление украинских коллаборационистов. Повесть была частично экранизирована в 1967 году в фильме «Незабываемое».

## История публикации
Основой киноповести стали рассказы и повести Довженко «На колючей проволоке», «Незабываемое», «Победа». Первые отрывки на русском языке появились в печати уже в 1943 году; на украинском — только в 1962 году. Однако полный текст повести впервые на русском был опубликован только в 1967 году во втором томе собрания сочинения Довженко (Москва, издательство «Искусство»). Полная публикация на украинском языке — 1983 год (Киев, издательство «Дніпро»).
В фонде Довженко, находящемся в ЦГАЛИ «Украина в огне» имеется в трёх последовательных редакциях:
1. Ранняя редакция на украинском языке (машинопись);
2. Промежуточная редакция на русском языке (машинопись с правкой автора);
3. Последняя редакция на русском языке (машинопись с правкой автора).

В записных книжках Довженко содержатся наброски к задуманному сценарию. Последняя русская редакция является наиболее полной. В неё внесён ряд дополнений: углублена и развита характеристика полковника фон Крауза, введены новые эпизоды суда над ним и его казни, эпизод встречи Сироштана с Бесарабихой и другие, дана характеристика бойцов батареи Ивана Запорожца.
В бумагах Довженко нет украинского текста сценария, который соответствовал бы полной русской редакции. И хотя в подзаголовке последней значится: «Перевод с украинского», предполагается, что авторская работа над обеими русскими редакциями велась без предварительного написания в точности соответствующего им украинского текста. По-видимому, после завершения работы над русским текстом Довженко готовил на его основе новую украинскую редакцию — в машинописи начало зачеркнуто и вместо него написан новый, более короткий, украинский текст, а на последующих страницах над некоторыми словами вписаны их украинские переводы (например, «множество» — «багато»). Но эта работа оборвалась в самом начале.

#### Фильм «Ukraine in Flames»
В 2012 году компания из США International Historic Films, Inc. выпустила двухдисковое DVD-издание документального фильма «Битва за нашу Советскую Украину», разбив его на два фильма, под названиями «Ukraine in Flames» (Украина в огне) и «Victory In Soviet Ukraine» (Победа в Советской Украине). Это внесло некоторую путаницу в вопрос о существовании отдельного фильма «Украина в огне».

## Главные герои
Лаврентий Запорожец, его жена Татьяна, и их пять сыновей: Роман (пограничник), Иван (артиллерист), Савка (черноморец), Григорий и Трофим (колхозники), дочь Олеся. Пасечник дед Демид. Кристина — подруга Олеси. Василий Кравчина (танкист), возлюбленный Олеси. Старый полковник немецкой разведки Эрнст фон Крауз, его сын — лейтенант Людвиг Крауз — наместники на территории Украины.

## Сюжет
Произведение условно можно поделить на три части (сам фильм задумывался, как трёхсерийный). Первая — отступление Красной Армии, вторая — немецкая оккупация и партизанское движение, третья — наступление.
В семье Запорожцев провожают сыновей на фронт. Юноши не успевают разъехаться, как начинается бомбардировка. Погибает Савка, ранена мать. Олеся, боясь издевательств немцев, приглашает переночевать с собой Василия, с которым ещё не знакома. Парень, колеблясь, соглашается. Между молодыми появляется взаимная симпатия.
Немцы захватывают деревню Тополевка, теперь главные в деревне — полковник Эрнст фон Крауз и его сын Людвиг Крауз, чьей жестокости побаивается даже отец. Политика молодого Крауза — настроить украинцев друг против друга, поэтому он формирует полицию и старосту из односельчан.
Лаврентий Запорожец назначен старостой. Он составляет список молодых людей, которых должны забрать на работы в Германию. Но намеренно не включает в список Олесю, но после упрёков односельчан, её отправляют из Украины. Лаврентий готовит побег для молодёжи с помощью партизан. В партизанском отряде Лаврентия хотят наказать за пособничество оккупантам, но за отца вступается Роман. Партизаны организовывают атаку на село, в результате. Они убивают молодого Крауза, но сама атака проходит неудачно. В отместку полковник Крауз совершает казни мирного населения и сжигает село.
Пройдя через страшные испытания и страдания в фашистской неволе, Олеся Запорожец возвращается в родную Украину. Здесь она дождалась своего любимого, которого видела всего один раз. Капитан Кравчина возвращается в Тополевку.

## Запрет
Сегодня годовщина моей смерти. Тридцать первого января 1944 года я был привезён в Кремль. Там меня разрубили на куски, и окровавленные части моей души разбросали на позор и отдали на поругание на всех сборищах. Всё, что было злого, недоброго, мстительного, всё топтало и поганило меня. Я держался год и пал. Моё сердце не выдержало тяжести неправды и зла. Я родился и жил для добра и любви. Меня убили ненависть и зло великих как раз в момент их малости.

Из дневника Александра Довженко, 31 января 1945 года